# Cattedrale di Lione
La cattedrale primaziale dei Santi Giovanni Battista e Stefano (primatiale Saint-Jean-Baptiste-et-Saint-Étienne), comunemente nota come cattedrale di San Giovanni (cathédrale Saint-Jean), è la chiesa cattedrale primaziale dell'arcidiocesi di Lione, in Francia. Dal 1862 è classificata come Monumento storico di Francia.
La chiesa domina il quartiere medioevale e rinascimentale della città ("Vieux Lyon", o "Vecchia Lione"), ai piedi della collina di Fourvière, ai bordi della Saona.
La chiesa originaria era consacrata a santo Stefano, mentre il suo battistero a san Giovanni Battista. L'edificio attuale fu costruito nel corso di trecento anni, tra il 1180 e il 1480 in stile romanico e gotico. Ospita un orologio astronomico del XIV secolo.

## Storia

Pianta del complesso episcopale di Lione in epoca merovingia

Il complesso episcopale era sorto nello stesso luogo in epoca merovingia, ricostruibile sulla base della descrizione di Sidonio Apollinare e dagli scavi condotti sul sito.
Nel XII secolo vi fu aggiunto un chiostro, impostato su una cripta più antica.
La ricostruzione della chiesa iniziò dalle parti basse dell'abside, con le due cappelle laterali, e del transetto, edificati in forme romaniche tra il 1165 e il 1180.
Le volte gotiche della parte più antica, furono completate insieme alle due torri orientali e alle prime quattro campate delle navate tra la fine del XII secolo e il primo terzo del XIII. Alla metà del nuovo secolo erano terminate le vetrate del coro e i rosoni del transetto.
Tra la fine del XIII e il primo terzo del XIV secolo furono completate le ultime quattro campate delle navate e la parte inferiore della facciata. Entro la fine del secolo furono completate le volte e (nel 1392) il rosone della facciata.
Nel XV secolo fu completata la parte superiore della facciata con le due torri laterali. La statua di Dio Padre venne collocata sulla sommità nel 1481. Tra la fine del XV secolo e gli inizi del XVI venne aggiunta la cappella dei Borboni, che riprende il nome dagli arcivescovi che ne ordinarono la costruzione, in stile gotico flamboyant.
Nel 1562 la cattedrale fu devastata dalle truppe calviniste. Le vetrate medioevali della navata centrale e del timpano del portale vennero eliminate dai canonici nel XVIII secolo. Durante la Rivoluzione francese la chiesa fu di nuovo danneggiata. Tra il 1791 e il 1793 il vescovo Lamourette ordinò la distruzione del coro medioevale e in particolare della sua recinzione. Venne ricostruito nella sua precedente disposizione tra il 1935 e il 1936. Altri danni furono subiti durante la seconda guerra mondiale: nel 1944 andarono distrutte alcune delle vetrate antiche superstiti. Un restauro della facciata fu eseguito nel 1982.

### Avvenimenti che si svolsero nella cattedrale di Lione

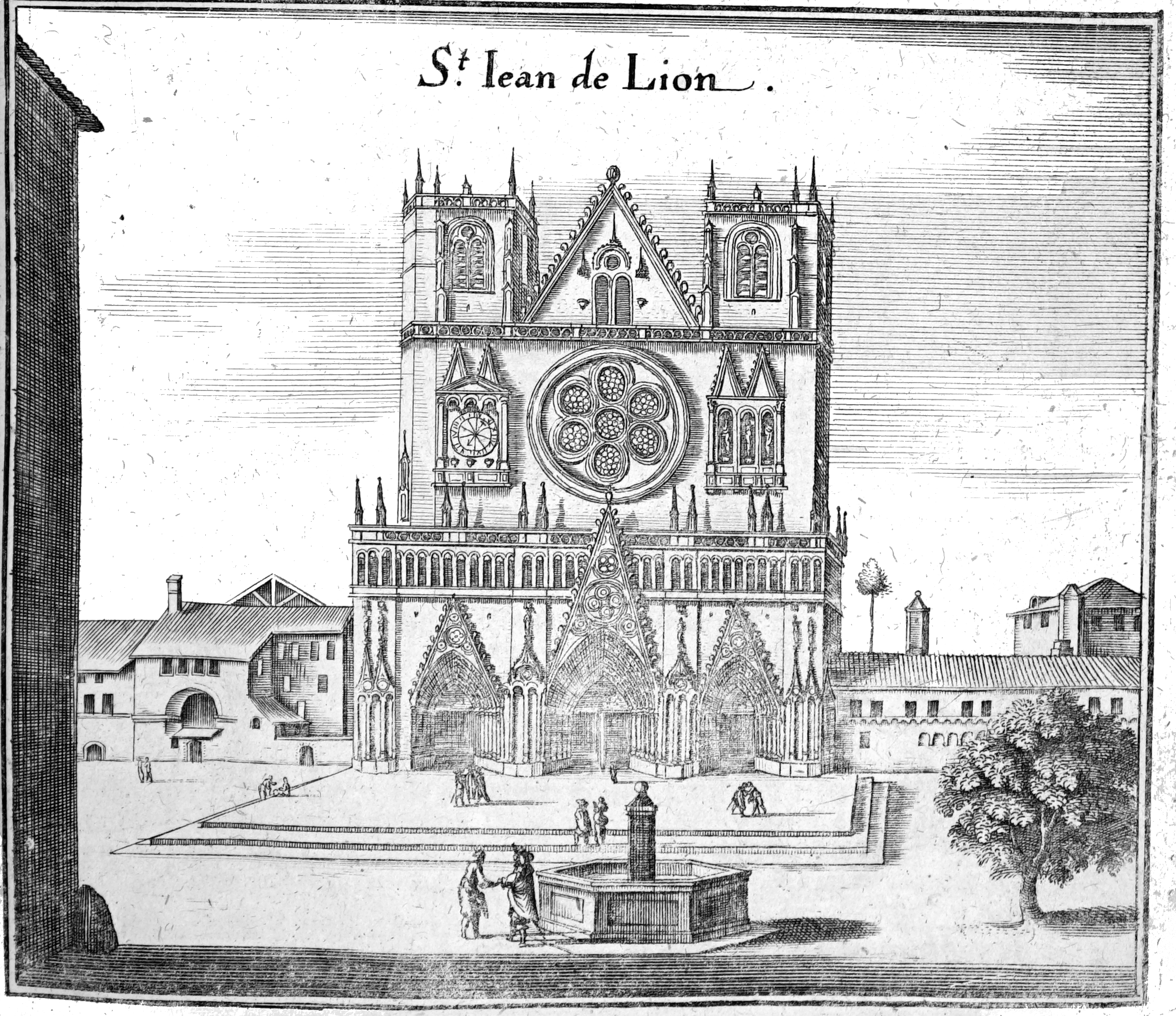
La facciata in un'incisione del 1656

- 1245: si tiene nella cattedrale il primo concilio di Lione (tredicesimo concilio ecumenico), convocato da papa Innocenzo IV a partire dal 24 giugno . In tale occasione il papa consacrò l'altare maggiore della cattedrale.
- 1271: le spoglie del re Luigi IX, morto a Tunisi il 25 agosto dell'anno precedente, accompagnate dal figlio Filippo III, vengono deposte temporaneamente nella cattedrale durante il viaggio alla basilica di Saint-Denis a Parigi, luogo di sepoltura del re.
- 1274: si tiene nella cattedrale il secondo concilio di Lione (quattordicesimo concilio ecumenico), convocato da papa Gregorio X a partire dal 7 maggio. Durante i lavori, morì san Bonaventura da Bagnoregio, che vi aveva svolto un ruolo importante.
- 1316: vi si tiene la cerimonia di consacrazione di Jacques Duèse, papa con il nome di Giovanni XXII, a due anni dalla morte del predecessore Clemente V.
- 1600: il 17 dicembre vi si celebrano le nozze del re Enrico IV con Maria de' Medici, dopo che il re aveva ottenuto l'annullamento del precedente matrimonio con Margherita di Valois.
- 1622: il 12 dicembre vi fu consacrato cardinale Richelieu.
- 1805: Napoleone I e la moglie Giuseppina vi furono ricevuti dal cardinale Joseph Fesch, suo zio in quanto fratellastro della madre, che vi ricevette in seguito anche il papa Pio VII.

## Architettura

### Esterno

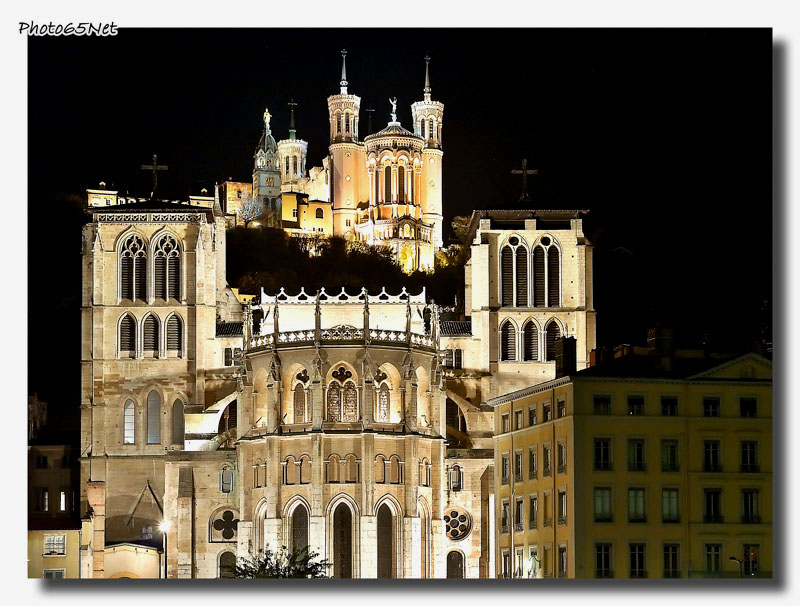
Abside e campanili in un'immagine notturna

La facciata, appartenente alla fase tarda della chiesa, è in uno stile gotico flamboyant molto ricco. Venne costruita con blocchi in parte di reimpiego, provenienti da antichi monumenti romani, in particolare dell'antico foro cittadino. È costituita da due fasce sovrapposte, suddivise da un ballatoio poggiante su un cornicione riccamente scolpito. In quella inferiore si trovano i tre portali strombati gotici, mentre, in quella superiore, vi sono le due tozze torri campanarie che incorniciano il rosone e la cuspide che sovrasta il fronte della navata centrale.
La facciata è decorata da circa 300 medaglioni scolpiti, con episodi tratti dall'Antico e Nuovo Testamento. Nel XVI secolo il calvinista barone di Adrets distrusse tutte le statue che si trovavano nelle nicchie della facciata e decapitò le statue degli angeli dei tre portali.
All'esterno, le navate sono ricche di contrafforti e decorazioni in stile gotico. In corrispondenza delle due testate del transetto, sorgono due campanili in stile gotico, costituiti dalla base di origine romanica, da una fascia centrale con ampio rosone e dalla cella campanaria che si apre sull'esterno con bifore e trifore di gusto gotico.
Lungo il periodo esterno dell'abside, invece, si possono ancora vedere le più antiche parti di muratura, risalenti alla seconda metà del XII secolo.

### Interno

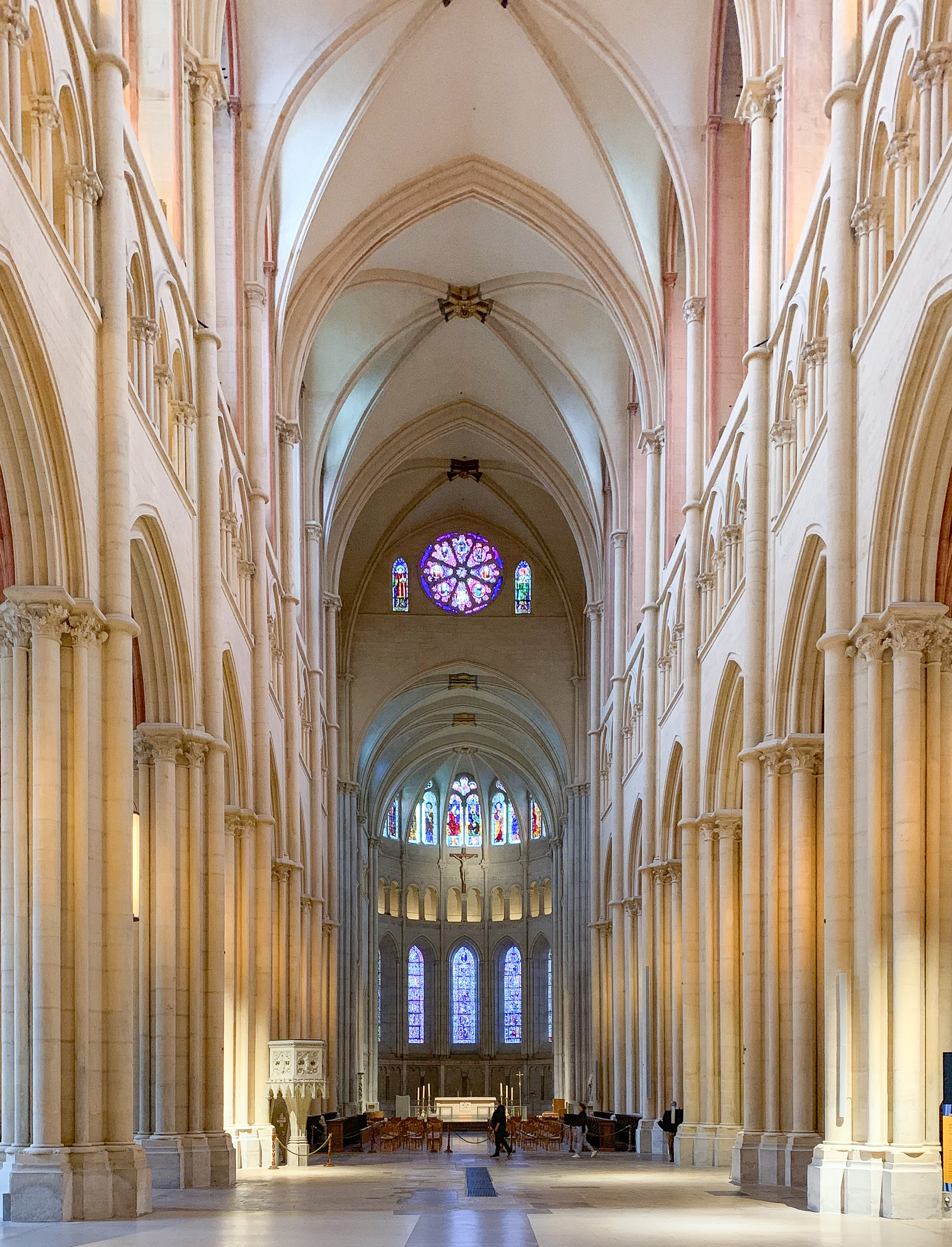
Interno

All'interno della chiesa, lo stile architettonico passa progressivamente dal romanico della zona dell'abside al gotico tardo flamboyant della facciata. Lo spazio è suddiviso in tre navate suddivise da due file di pilastri polistili. La navata centrale, con triforio e cleristorio gotici, è coperta da volte a crociera esapartite; quelle laterali, illuminate da quadrifore gotiche, sono coperte da volta a crociera semplici. Nella crociera, all'incrocio fra il transetto, la navata centrale e l'abside, nella parete sovrastante l'abside, creata dalla diversa altezza dei soffitti, si aprono tre finestre: un rosone al centro e due monofore gotiche ai lati.
Le vetrate del rosone centrale della controfacciata e di quelli del transetto risalgono agli anni intorno al 1390 e sono realizzati in toni blu-viola: quelli del lato sud, per compensare la presenza del sole hanno toni più freddi e quelli del lato nord più caldi.
L'abside è la parte più antica della cattedrale. Priva di deambulatorio e di cappelle radiali, è un misto fra lo stile romanico e un gotico primitivo. Suddivisa in sette campate da dieci sottili pilastri, si sviluppa in tre livelli. In basso è una serie di alte monofore gotiche primitive, successivamente si svolge la galleria del triforio romanico e infine si apre il cleristorio costituito da bifore gotiche fiorite. Al centro dell'abside si trova il semplice altar maggiore, in marmo chiaro. All'ingresso del coro sono esposte le statue dei due santi patroni della cattedrale, Giovanni Battista e Stefano protomartire, scolpite da Blaise tra il 1776 e il 1780.
Fra le cappelle laterali, la cappella dei Borboni rientra pienamente nello stile gotico flamboyant, con il moltiplicarsi di sottili nervature, chiavi di volta pendenti, abbondante uso di tralci e girali vegetali, con diverse specie.
Nelle vetrate incontriamo partendo dal basso per primo un medaglione dedicato all'Annunciazione; rappresentano uno il Profeta Isaia che sventola una banderuola, e l'altra una fanciulla seduta su un liocorno con in mano un fiore. Il secondo medaglione ci mostra la Natività: i cartigli del margine sono dedicati al roveto ardente di Mosè e al vello di Gedeone. Gesù in croce occupa il terzo medaglione: lo accompagnano a il sacrificio di Abramo e il serpente di bronzo. La Resurrezione è il soggetto del quarto medaglione: la balena che vomita Giona, e un leone con i leoncini fiancheggiano la scena principale. I medaglioni successivi sono dedicati all'Ascensione: Gesù sale al cielo, mentre gli apostoli, con il capo levato, lo contemplano.

### Orologio astronomico

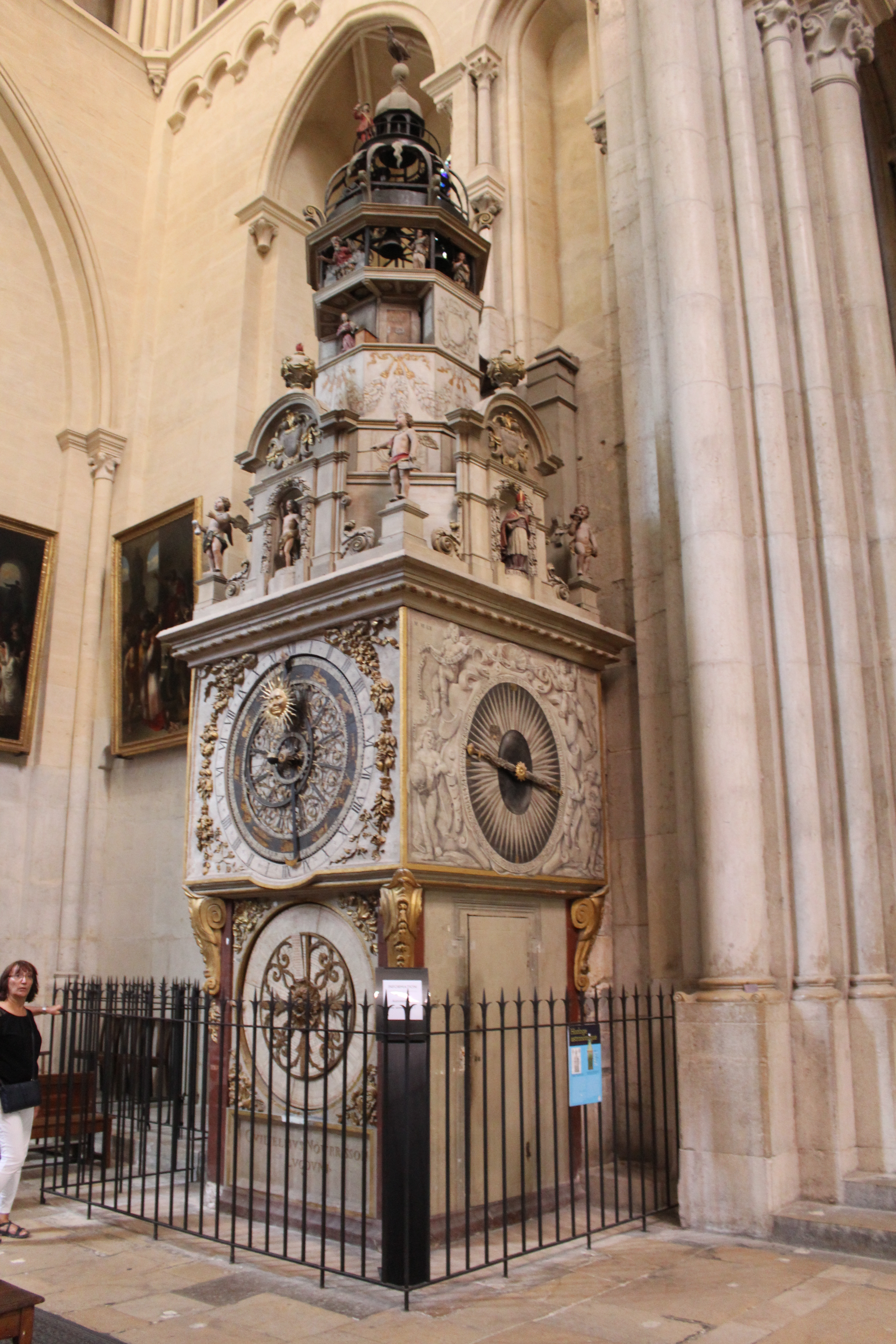
L'orologio astronomico

All'incrocio fra il transetto sinistro e la navata centrale, si trova l'orologio astronomico.
Costruito in origine nel XIV secolo, fu rimaneggiato diverse volte. L'orologio indica la data (esatta fino al 2019), le posizioni della luna e del sole (che gira intorno alla terra secondo le concezioni dell'epoca) e il sorgere delle stelle sull'orizzonte a Lione.
Al di sopra dell'orologio una serie di automi si mettono in movimento diverse volte al giorno: le scene rappresentano alcuni animali e la scena dell'Annunciazione. Il movimento è stato restaurato negli anni trenta.

### Organi a canne
Nell'ultima campata della navata laterale sinistra, a pavimento su un alto basamento ligneo mobile, si trova l'organo a canne, costruito nel 1974 da Jürgen Ahrend per la chiesa della Riconciliazione, a Taizé, e installato dapprima nella chiesa di Notre-Dame a Payerne nel 1981, poi, nel 1996, all'interno della cattedrale di Lione. Lo strumento, che si ispira agli organi classici francesi, dispone di 28 registri su tre tastiere e pedaliera; il materiale fonico è alloggiato all'interno di una sobria cassa lignea di fattura geometrica.
Fino al 2012, a ridosso della testata meridionale del transetto vi era un organo realizzato dalla ditta Daublaine et Callinet nel 1841 e successivamente più volte modificato; tra gli interventi più significativi, quelli di Joseph Merklin del 1875 e dei suoi successori nel XX secolo. Situato su una cantoria, aveva 57 registri su tre manuali e pedale, ed era a trasmissione elettropenumatica.